# Brègovo
El municipi de Brègovo (búlgar: Община Брегово) és un municipi búlgar pertanyent a la província de Vidin, amb capital a la ciutat de Brègovo. Es troba la part nord-occidental del país, a la frontera amb Sèrbia i Romania, a la confluència dels rius Timok i Danubi.
L'any 2011 tenia 5.514 habitants, el 95,37% búlgars. Una tercera part de la població viu a la capital municipal, Brègovo.

## Localitats
El municipi es compon de les següents localitats:
| Localitat  | Ciríl·lic | Població(desembre de 2009) |
| ---------- | --------- | -------------------------- |
| Brègovo    | Брегово   | 2592                       |
| Baley      | Балей     | 453                        |
| Deleyna    | Делейна   | 364                        |
| Gamzovo    | Гъмзово   | 768                        |
| Kalina     | Калина    | 38                         |
| Kosovo     | Косово    | 452                        |
| Kudelin    | Куделин   | 411                        |
| Rakitnitsa | Ракитница | 480                        |
| Tiyanovtsi | Тияновци  | 171                        |
| Vrav       | Връв      | 439                        |
| Total      |           | 6168                       |